# Андрейці
Андрейці (словен. Andrejci) — поселення в общині Моравське Топлице, Помурський регіон, Словенія. Висота над рівнем моря: 290,8 м.